# Santo Stefano Quisquina
Santo Stefano Quisquina (Santu Stèfanu Quisquina trong tiếng Sicilia) là một đô thị của tỉnh Agrigento ở vùng Sicilia, có vị trí cách khoảng 60 km về phía nam của Palermo và khoảng 35 km về phía bắc của Agrigento. Đô thị này có mối liên hệ chặt chẽ với thành phố Tampa, Florida Hoa Kỳ.
Santo Stefano Quisquina giáp các đô thị sau: Alessandria della Rocca, Bivona, Cammarata, Casteltermini, Castronovo di Sicilia, San Biagio Platani.